# Кесслер, Карин
Карин Кесслер (нем. Karin Kessler; род. 25 апреля 1939, Гамбург), в девичестве Реттмайер (нем. Rettmeyer) — западногерманская легкоатлетка, специалистка по бегу на средние дистанции. Выступала за сборную ФРГ по лёгкой атлетике в середине 1960-х годов, чемпионка Европейских легкоатлетических игр, многократная победительница национальных первенств ФРГ, рекордсменка страны и мира в отдельных дисциплинах.

## Биография
Карин Реттмайер родилась 25 марта 1939 года в Гамбурге, Германская империя.
Занималась лёгкой атлетикой в Гамбурге и Дюссельдорфе в клубах LG Alstertal/Garstedt и Düsseldorfer SV 04 соответственно.
Первого серьёзного успеха на взрослом международном уровне добилась в сезоне 1966 года, когда вошла в основной состав западногерманской национальной сборной и выступила на домашних Европейских легкоатлетических играх в Дортмунде, откуда привезла награду серебряного достоинства, выигранную в беге на 800 метров — с результатом 2:10,8 уступила только венгерской бегунье Жуже Сабо. Также в этом сезоне стартовала на чемпионате Европы в Будапеште, где в той же дисциплине остановилась на стадии полуфиналов.
В 1967 году на 800-метровой дистанции Кесслер одержала победу на Европейских легкоатлетических играх в Праге. Помимо этого, на соревнованиях в Дюссельдорфе поучаствовала в установлении мирового рекорда в эстафете 3 × 800 метров — 6:21,0 (совместно с Антье Гляйхфельд и Анитой Вёрнер), в то время как в Кёльне установила национальный рекорд ФРГ в беге на 800 метров — 2:03,6 (в то время это был лучший результат в Германии в целом).
В течение своей спортивной карьеры Кесслер в общей сложности восемь раз выигрывала национальное первенстве Германии в различных легкоатлетических дисциплинах. Помимо классического бега на средние дистанции, добилась определённых успехов в пятиборье и кроссе.